# Stanisław Abłamowicz

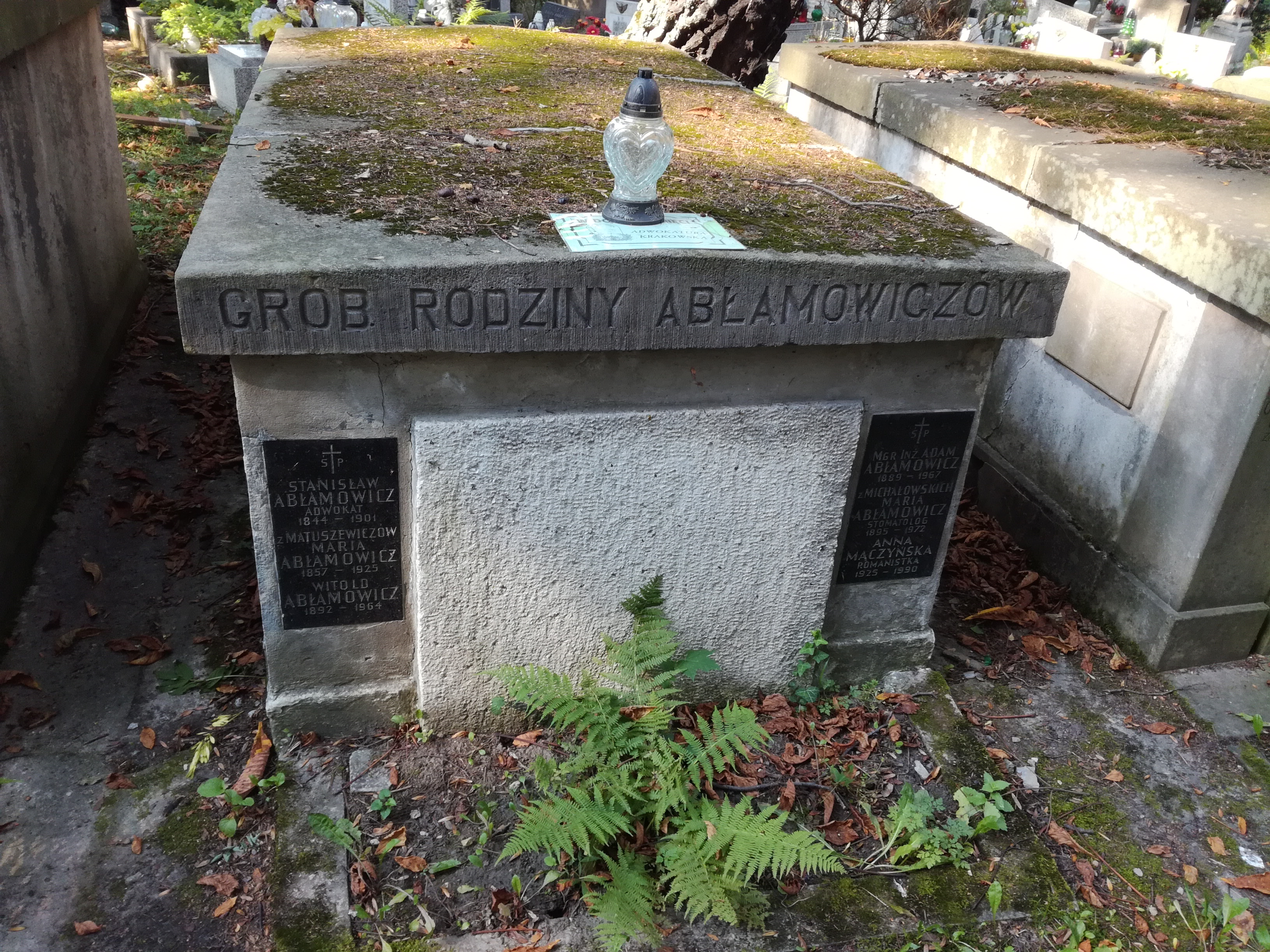
Grób Stanisława Abłamowicza na cmentarzu Rakowickim

Stanisław Grzegorz Abłamowicz (ur. 9 maja 1844, zm. 4 czerwca 1901 w Krakowie) – działacz polityczny, prawnik; uczestnik powstania styczniowego, więziony i od 1870 na zesłaniu; obrońca w procesach politycznych w Krakowie, zastępca prezesa Wydziału Towarzystwa Gimnastycznego „Sokół” w Krakowie w 1885 roku.

## Życiorys
Urodził się na Litwie. Za udział w powstaniu styczniowym wywieziony do Orenburga, gdzie przebywał przez 5 lat. Po uwolnieniu przyjechał do Krakowa, gdzie ukończył studia prawnicze, uzyskując w 1875 tytuł doktora praw odbył praktykę i w 1882 roku otworzył własną kancelarię.
Żonaty z Marią z Matuszewiczów. Mieli siedmioro dzieci: Stanisławę, Marię, Piotra, Tadeusza, Adama, Włodzimierza i Witolda
Pochowany na cmentarzu Rakowickim w Krakowie (kwatera Ł, rząd płn.)